# Rysk-turkiska kriget (1806-1812)
Det Rysk-turkiska kriget (1806-1812) är en i den långa raden av konflikter mellan Ryssland och det Osmanska riket. Ryssland segrade men båda sidor ville ha fred av fruktan för ett angrepp från Frankrike under Napoleontidens krig.

## Bakgrund
Uppmuntrad av det ryska nederlaget i slaget vid Austerlitz 1805 och på fransk inrådan avsatte sultanen Selim III de proryska hospodarerna i furstendömena Valakiet och Moldavien, som båda var osmanska vasallstater. Samtidigt ockuperade Frankrike Dalmatien och hotade att när som helst tränga in i Donaufurstendömena. För att säkra den ryska gränsen inför ett eventuellt franskt anfall ryckte en rysk styrka om 40 000 man in i Moldavien och Valakiet. Osmanerna blockerade därför Dardanellerna för ryska skepp och förklarade Ryssland krig.

## Tidiga stridshandlingar
Kejsar Alexander I var till en början tveksam till att samla stora trupper mot det Osmanska riket eftersom de ryska relationerna till Frankrike alltjämt var osäkra och huvudparten av den ryska krigsmakten stred mot fransmännen i Preussen. Ett massivt osmanskt anfall riktat mot den ryskockuperade huvudstaden i Valakiet, Bukarest,  
slogs i juni 1807 tillbaka av en mindre rysk trupp. Samma månad slog ryssarna tillbaka osmanerna i Armenien. Under tiden blockerade ryssarna Dardanellerna och besegrade i maj 1807 den osmanska flottan. Detta ledde till att sultan Selim III avsattes och i juli ledde en ny rysk seger över den osmanska flottan till ryskt herravälde över havet.

## Kampanjerna 1808-1810
Kriget kunde ha tagit slut där om inte freden i Tilsit hade slutits. Napoleon tvingade den ryske kejsaren att ingå ett vapenstillestånd med det Osmanska riket. Alexander I utnyttjade fredstillståndet till att överföra trupper från Preussen till Bessarabien. När den södra armén hade uppnått en styrka om 80 000 man återupptogs krigshandlingarna. Till en början gick frammarschen långsamt men efter att befälet i augusti 1809 hade överförts på furst Pjotr Bagration ändrades allt. Den nye ledaren gick omedelbart över Donau och ockuperade Dobrudzja. Därefter belägrade ryssarna staden Silistra men då ryktet sade att en osmansk armé om 50 000 man närmade sig, återvände de ryska trupperna till Bessarabien.
Fientligheterna återupptogs år 1810 då de ryska trupperna leddes av Nikolaj Kamenskij och hans bror Sergej. De besegrade den osmanska förstärkningen som hade sänts till Silistra och körde ut osmanerna från staden Dobritj i Bulgarien. Läget i Silistra var hopplöst och garnisonen kapitulerade i maj 1810. I september 1810 besegrade ryssarna den osmanska armén vid Batin och i oktober vid Vidin, båda i Bulgarien. Nikolaj Kamenskij insjuknade och avled i februari 1811. Ryssarna hade vunnit flera segrar men inte så att de kunde tvinga osmanerna till fred. Därtill hade relationerna mellan Ryssland och Frankrike på nytt blivit ansträngda varför Ryssland behövde en fred i söder. Alexander I utsåg därför generalen Michail Kutuzov, som hade varit i onåd, till överbefälhavare över den södra armén.

## Kutuzovs kampanj (1811)
Kutuzovs första åtgärd var att minska garnisonerna i fästningarna längs Donau och dra trupperna tillbaka till Valakiet. Detta fick osmanerna att göra en motoffensiv för att återta förlorade områden. På våren 1811 samlades en osmansk armé om 60 000 man vid Sjumen, den starkaste fästningen i det osmanska Bulgarien och osmanerna sände ut en styrka för att konfrontera Kutuzovs armé. Den ryska armén omfattade 46 000 man men skulle försvara hela Donau-fronten mellan Valakiet och det osmanska Bulgarien. I juni 1811 möttes de två styrkorna i slaget vid Ruse, en stad vid Donau. Striden varade länge men ryssarna kunde hålla stånd mot osmanerna och drog sig tillbaka över Donau in i Valakiet. Striderna på vardera sidan av Donau ledde sedan till att osmanerna i november 1811 måste kapitulera och ingå vapenstillestånd. Förhandlingar om fred ledde till att parterna den 28 maj 1812 kunde sluta ett fredsavtal i Bukarest. Sex år av krigföring vid Kaukasus i öster ledde inte till någon ändring av gränser eller territorier. 

## Efterspel
Freden i Bukarest 1812 medförde att det Osmanska riket till Ryssland avstod den östra delen av Moldavien, som gavs namnet Bessarabien. Ryssland blev därmed en ny maktfaktor i den nedre delen av Donaudalen med en i ekonomiskt, diplomatiskt och militärt hänseende förmånlig gräns.